# La Trinité (restaurant)
La Trinité is een restaurant in Sluis. Het restaurant kreeg in november 2010 een Michelinster voor 2011. De chef-kok is François de Potter, die in 2005 in La Trinité begon.
In 2019 heeft La Trinité zelf de Michelinster ingeleverd om als brasserie verder te gaan.